# Caridad
Caridad (uit het Spaans: "Caritas") is een gemeente (gemeentecode 1705) in het departement Valle in Honduras. De gemeente grenst aan El Salvador.
Aan het begin van de 19e eeuw stond hier een boerderij, de Hacienda La Caridad. Deze was eigendom van de familie Maldonado, van Guatemalteekse afkomst. De familie vroeg zelf om het land op te delen, waarna het dorp gesticht werd.

## Bevolking
De bevolking is als volgt verdeeld:
| Vrouwen | 1983 | 49,8% |
| Mannen  | 1997 | 50,2% |

## Dorpen
De gemeente bestaat uit vijf dorpen (aldea), waarvan het grootste qua inwoneraantal: Caridad  (code 170501): Caridad, Hondable No.1, La Esperanza, Las Delicias en San Antonio.

## Geboren in Caridad
- 1906: José Antonio Velásquez, schilder